# Тромбофлебитис
Тромбофлебитис или венска тромбоза је запаљењски процес који подразумева стварање крвног угрушка (тромба) у венском лумену у присуству венске инфламације или повреде (озледе), који често укључује и запаљењске промене у околном ткиву.
На појаву болести најчешће утичу: бројни урођени чиниоци и/или предиспонирајући синдроми из групе хиперкоагулопатија, трауматски догађаји (озледе) које могу покренути тромбофлебитисну реакцију и упорни и значајан рефлукс крви у вену која је претходно третирана склерозирајућим агенсом (због флебитиса у вени перфоратора, ако вене у подручју склеротерапије нису правилно дијагностиковане и правилно третиране).
У зависности од локације и врсте вена, разликују се две врсте тромбофлебитиса: тромбофлебитис површинских и тромбофлебитис дубоких вена.

## Епидемиологија
Морбидитет/морталитет
Венска тромбоза је главни узрок морбидитета и морталитета у Сједињеним Државама и честа болест у многим одељењима за хитне случајеве (ЕДс). Последице дубоких венских тромбоза (ДВТ) варирају, и то најчешће од хроничне венске стазе до најтежих, плућних емболија (ПЕ), које су описане као један од најчешћих могућих узрока смртних случајева, који се могу спречити. Процењује се да око две трећине ПЕ „настају” у доњим удовима након дубоких венских тзромбоза (ДВТ). Процењена учесталост случајев ПЕ изазван ширења процеса из ДВТ-а креће се од 10-50%.

## Клиничка слика
Најчешћи клинички симптоми и знаци тромбофлебитиса су:
- појава бола у сливу венског поткожног сплета
- појава тракасте, тврде творевине које се могу напипати испод коже
- кожа је црвена, отечена и веома болна да додир
- повишена телесна температура локално се редовно јавља
- уколико постоји оток уда, у питању је тромбоза на дубоким венама
- појава апсцеса,[14] сепсе и емболијских компликација, када пацијенти могу добити повишену телесну температуру и развити осећај губитка апетита, малаксалости и слабости, што може да укаже на процес који се налази у основи тромбофлебитиса

## Дијагноза
Дијагноза се поставља на основу; анаменезе, клиничке слике, физикалног прегледа и додатних методе лабораторијског и сликовног истраживања.
Циљеви дијагностике су
- потврђивање присуствa тромба у лумену вене,
- одређивање локализације и дужине дужине,
- проценити ризик одвајања тромба од зида вене и његовог даљег напредовања крвотоком.

У том циљу користи се:
Анализе крви
Тест крви — на факторе коагулације (фибриноген, толеранција плазме на хепарин, активност плазме антиплазмин, време тромбогенезе, способност агрегације тромбоцита итд.).
Сликовне методе
- Ултрасонографија — доплерографија и доплер ангиографија.
- Рентгенске методе са контрастом или без њега — компјутерска томографија, ЦТ ангиографија.

Радионуклидна дијагностика
Радионуклидна дијагностика која се заснива на примени радиоактивних изотопа, јода (Ј 131) или означеног фибриногена (Тц 99).
Термографија

## Терапија
Лечење тромбофлебитиса подразумева примену антикоагулантних лекова, како локално (хепаринске масти и гелови), тако и парентерално (обично хепарини мале молекуларне тежине). У циљу спречавања агрегације тромбоцита, препоручује се давање аспирина. Употреба антибиотика је оправдана само у случају превенције појаве инфективних компликација.
| Тромболитичка терапија             | - Од лекова са тромболитичким ефектом користе се; стрептокиназа, урокиназа, плазминогенски активатор, ткивни-тип (t-PA) и стрептокиназа комплекс са плазминогеном. - Лекови из ове групе највише се примењују у лечењу акутног инфаркта миокарда, јер њихова примена код пвог стања смањује морталитет за > 40% када се примени након 1-2 часа, и 20-25% када се примени након 4-6 часова. На другом месту су акутне оклузије периферних артерија, затим масовна плућна емболија, тромбоза пазушне вене, масивна тромбоза вена, масивно закречење илеофеморалне вене, запушење артериовенских једносмерних шантова и артеријске и венске каниле. - Одмах након примене тромболитичке терапије, неопходно је даље лечење наставити хепарином уз оралну употребу антагониста витамина К. |
| Антикоагулантна терапија хепарином | - У антикоагулансе спадају хепарин и антагонист витамина К. - Хепарин је природни мукополисахарид, који се везује за антитромбин 3 и активира га. Моћан је антикоагуланс који значајно смањује формирање тромбина и фибрина. - Хепарин се користе у лечењу акутних артеријских и венских тромбоза или емболија. - Дозирање хепарина је адекватно уколико се активирано делимично тромбопластинско време не (АПТТ) увећа на 1,5-2 пута од нормалне вредности. То се обично постиже дозом од 1.000 јединица хепарина на сат (15 ј/кг/час), у инфузији. - Хепарин се примењује све до увођења оралне антикоагулантне терапије, а продужење протромбинског времена траје све до потребног терапијског нивоа. По достизању тог нивоа обуставља се даља примена хепарина, а лечење се наставља пероралном антикоагулантном терапијом. - Дуготрајна континуирана примена хепарина примењује се код болесника са рекурентном (понављајућом) тромбозом која не реагује на оралну антикоагулантну терапију. - Ниже дозе хепарин користе се у превенцији венске тромбоемболије код болесника са високим ризиком, са знацима конгестије срца, срчаног удара и кардиомиопатије. - Компликацијe које могу настати у току терапије хепарином су крварења, најчешће локализована на местима хируршких интервенција и/или на месту убризгавања хепарина. |

Такође се саветује локално коришћење алкохолних облога и постављање еластичног завоја како би се спречило даље ширење и кретање тромботичних маса.
Како може доћи до ширења тромбофлебитиса у горњи део бутине у сливу сафене магне, у таквим случајевима неопходан је ургентни хируршки треман од стране васкуларног хирурга, како би се применом кросектомијом и стрипингоа вене спречила могућност ширења тромботског процеса на унутрашње вене ноге и карлице.

## Прогноза
Прогноза тромбофлебитиса највише зависи од:
- локализације,
- пространости процеса,
- правовременог почетка лечења,
- старости пацијента и
- истовременог присуства других болести.[22]